# 孔特新城
孔特新城（法語：Villeneuve-le-Comte，法語發音：[vilnœv lə kɔ̃t] ⓘ）是法国塞纳-马恩省的一个市镇，位于该省西北部，属于普罗万区，同时也是马恩拉瓦莱新城的一部分。

## 地理
孔特新城（48°48'49"N, 2°49'43"E）面积19.09 平方千米，位于法国法蘭西島大區塞纳-马恩省，该省份为法国北部内陆省份，北起瓦兹省，西接埃松省、马恩河谷省、塞纳-圣但尼省和瓦兹河谷省，南至卢瓦雷省，东南接约讷省，东临马恩省和奥布省，东北接埃纳省。
与孔特新城接壤的市镇（或旧市镇、城区）包括：巴伊-罗曼维利耶、库特夫鲁、达马尔坦叙蒂若、莫尔塞夫、布里地区讷夫穆捷、圣但尼新城、莫兰河畔维利耶、武朗日斯。
孔特新城的时区为UTC+01:00、UTC+02:00（夏令时）。

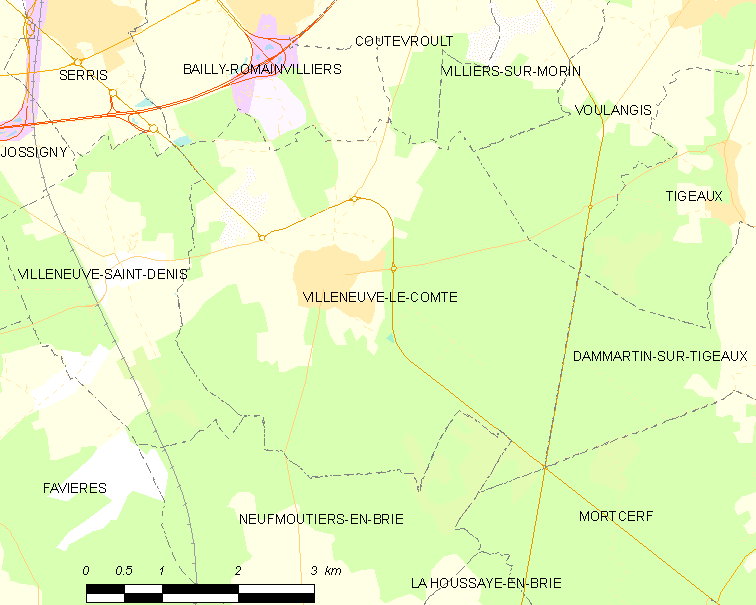
孔特新城的OSM定位图

## 行政
孔特新城的邮政编码为77174，INSEE市镇编码为77508。

## 政治
孔特新城所属的省级选区为奥祖瓦尔-拉费里耶尔县。现任孔特新城市长为达尼埃尔·舍瓦利耶（Daniel Chevalier）先生，任期为2020-2026年。

## 交通
塞纳-马恩省省道D21线、D96线和D231线经过孔特新城境内。马恩拉瓦莱城市公共交通下属的32路公交经过境内。

## 人口

1962-2008年间孔特新城人口变化图示

孔特新城于2022年1月1日时的人口数量为1869人。